# Tino Rossi
Tino Rossi  (Ajaccio, 29 de abril de 1907 - Neuilly-sur-Seine, 26 de setembro de 1983) foi um cantor e actor francês de origem corsa.

## O homem e o mito
Tino Rossi, de seu nome, Constantino Rossi, nasce no número 43 da rue Fesch em Ajacio.
Na sua juventude já ia tocando guitarra e entoando umas canções, pelo que partiu para Marselha onde procurou continuar a vida artística actuando em vários clubes de férias da Riviera Francesa.
Nos anos 30 parte para Paris onde obtém grande sucesso, tornando-se um dos grandes ídolos da canção romântica da época. Para este sucesso contribuiu, para além da sua voz e da sua figura de "Latin lover", o compositor Vincent Scotto (1876-1952) que lhe escreve as suas primeiras grandes canções.
Nos anos seguintes repete-se sempre o mesmo: por todo o lado onde passa as salas estão cheias para o ver e ouvir.
Grava mais de 1 000 canções que vendem por todo o mundo mais de 300 milhões de discos.
Para além da canção participa também como actor em mais de 25 filmes, sendo o mais conhecido Si Versailles m'était conté… de Sacha Guitry.
Tino, a quem os habitantes de Ajaccio chamam familiarmente "Tintin", veio a falecer de cancro em 26 de Setembro de 1983 com 76 anos. Está sepultado em Ajaccio. À semelhança de Napoleão também Tino é alvo de um verdadeiro culto pelos locais.

## Discografia
- 1933: Tango de Marilou
- 1934: O Corse île d'amour
- 1934: Vieni vieni
- 1935: Il pleut sur la route
- 1935: Chanson pour Nina
- 1936: Tchi-tchi
- 1936: Marinella
- 1936: Tant qu'il y aura des étoiles
- 1936: Bohémienne aux grands yeux noirs
- 1937: Catari catari
- 1938: Ave Maria
- 1941: Ma ritournelle
- 1941: Le chant du gardian
- 1941: Maria
- 1946: Petit Papa Noël
- 1946: Destin
- 1950: Envoi de fleurs
- 1955: Méditérrannée
- 1956: Mon Printemps
- 1957: Naples au baiser de feu
- 1967: Le plus beau tango du monde
- 1969: Le marchand de soleil
- 1974: J'avais 20 ans
- 1977: Ma dernière chanson sera comme la première
- 1978: La vie commence à 60 ans
- 1982: 50 ans d'amour